# A negyedik osztályban
A negyedik osztályban (4th Grade) a South Park című rajzfilmsorozat 59. része (a 4. évad 11. epizódja). Elsőként 2000. november 8-án sugározták az Egyesült Államokban.
Mivel a főszereplők ebben a részben felsőbb osztályba lépnek, a készítőknek lehetőségük nyílt egy új szereplő bevezetésére, Ms. Choksondik személyében, valamint a nyitó képsorokat is teljesen megváltoztatták. Az epizód cselekmény lazán kapcsolódik a Cartman a NAMBLA tagja és a Cherokee hajtamponok című részek történéseihez.

## Cselekmény
|  | Alább a cselekmény részletei következnek! |

Az eddig harmadikos South Park-i fiúk most negyedik osztályba lépnek, ahol elborzadva találkoznak leendő tanárukkal, Miss Choksondikkel és a rájuk váró megterhelő iskolai feladatokkal. Eric Cartman szavainak hatására a gyerekek felismerik, hogy az előző tanév mennyivel jobb volt, mint a mostani, ezért azt az ötletet eszelik ki, hogy időgéppel visszamennek egy évvel korábbra, hogy ismét harmadikosok lehessenek. Segítséget kérnek két Star Trek-rajongó egyetemistától, akik ígéretet tesznek nekik, hogy Timmy elektromos kerekesszékét felhasználva elkészítik nekik az időgépet.
A gyerekek fegyelmezetlen viselkedését tapasztalva Ms. Choksondik panaszkodni kezd a többi tanárnak és a gyerekek korábbi oktatójának, Mr. Garrisonnak a tartózkodási helyéről kérdezi őket, de ők nem tudnak neki válaszolni (Garrisont még a Cartman a NAMBLA tagja című részben kiskorú elcsábításának kísérlete miatt kirúgták az iskolától). Másnap a gyerekek az osztályteremben felkészülnek az időutazásra, de Timmy kerekesszéke a falat áttörve elszabadul és némi idő elteltével egy időportálon keresztül eltűnik a múltban.
Ms. Choksondik a közeli hegyekbe utazik, hogy megtalálja a remeteként élő Garrisont és tanuljon tőle. Oktatás közben azonban Garrisonnak is szembe kell néznie régóta elfojtott homoszexualitásával, majd be kell vallania azt önmagának. A gyerekek új időgép készítésére akarják rávenni az egyetemistákat, de ők már korábban összevesztek egymással, mert nem tudták eldönteni, hány részes volt az eredeti Star Trek-sorozat. Stan mégis rábeszéli őket a közös munkára azzal a trükkel, hogy az időgép megoldaná a vitájukat, hiszen a múltban beszélhetnének a filmsorozat készítőivel.
Az új időgépet felállítják az osztályteremben, de Ms. Choksondik elmagyarázza a gyerekeknek, hogy el kell fogadniuk a változásokat az életben, és mindig előre kell nézni, nem pedig a múltat visszasírni. Szavai hatására a gyerekek belátják, hogy a harmadik osztály valójában nem is volt annyira felhőtlen és Cartmant okolják, amiért az korábban ezt elhitette velük. Ekkor az időkapun keresztül megérkezik Timmy, némi „szuvenírrel” a meglátogatott régebbi korokból.
Az epizód legvégén a tanári szobában Mr. Garrison bevallja másságát Séf bácsinak, Mr. Mackeynek és Victoria igazgatónőnek, majd visszakéri tanári állását; ők azonban nevetve közlik vele, hogy az intézményben nem alkalmaznak melegeket.

## Kenny halála
- Kennyt a Timmy megmentésére kivezényelt rendőrök egy gördeszkára emlékeztető járműre fektetik, hogy az elszabadult kerekesszékhez gurulva hatástalanítsa a robbanó szerkezetet. Kenny azonban elvéti a célpontot, egy bukkanón átfordul és végigcsúszik az aszfalton, ezzel halálra sebezve magát. Ezúttal Stan csak annyit mond: „Ezt ki nem látta előre?”.

## Utalások
- A harmadik osztályra történő visszaemlékezésben Kenny John Wayne Gacyről készít rajzot.
- Amikor Mr. Garrison a tanárnőt a gyerekekkel szembeni fellépésre készíti fel, a cselekmény végig egyértelmű utalás a Csillagok háborúja V: A Birodalom visszavág című filmre, Yoda és Luke Skywalker hasonló jelenetére, beleértve azt a részt, amikor Mr. Garrison egy hatalmas fa belsejében a meleg énjével kerül szembe (a filmben Luke-nak egy Sötét Oldal hatalma alatt álló barlangba kell belépnie, ahol Darth Vaderrel találkozik).
- Miután Timmy kerekesszéke elszabadul, a sebessége nem csökkenhet le 5 mérföld per óránál kevesebbre és Timmy sem szállhat le, különben felrobban. A jelenet az 1994-es Féktelenül című film paródiája, melyben a főszereplőknek egy buszra szerelt bombát kell hatástalanítaniuk, hasonló feltételek közepette. A nő, aki egy rövid időre együtt utazik Timmyvel, lehetséges utalás a filmben szereplő Sandra Bullock karakterére.
- A két egyetemista pincéjében több játékfigura is látható a Kákabélű az űrben elnevezésű South Park-epizódból. Továbbá a falon egy „Lena” poszter lóg, mely célzás a Xena: A harcos hercegnő című sorozatra.
- Az egyetemisták pólóján lévő „Resistance Is Futile” (azaz „Minden ellenállás hasztalan”) mondat a Borgok jelszava volt a Star Trekben:„Itt a Borg, asszimilálni fogjuk magukat, minden ellenállás hasztalan”.

## Bakik
- Kenny halála ellenére az epizód végén sértetlenül látható az osztályteremben.
- A két Star Trek-rajongó egyetemista közül először a szőke hajú állítja azt, hogy 72 Star Trek-epizód volt, de később már azt mondja, hogy 73 rész készült el és a társa szerint volt 72 epizód (aki először a 73-as számot hangoztatta). Valójában az eredeti, 1966-os Star Trek-sorozatnak 79 része van.